# Bourreria turquinensis
Bourreria turquinensis är en strävbladig växtart som beskrevs av Brother Alain. Bourreria turquinensis ingår i släktet Bourreria och familjen strävbladiga växter. Inga underarter finns listade i Catalogue of Life.